# Sverigepartiet
 (signalé en juin 2025).
Si vous disposez d'ouvrages ou d'articles de référence ou si vous connaissez des sites web de qualité traitant du thème abordé ici, merci de compléter l'article en donnant les références utiles à sa vérifiabilité et en les liant à la section « Notes et références ».
- Archive Wikiwix
- Bing
- Cairn
- DuckDuckGo
- E. Universalis
- Gallica
- Google
- G. Books
- G. News
- G. Scholar
- Persée
- Qwant
- (zh) Baidu
- (ru) Yandex
- (wd) trouver des œuvres sur Wikidata

Sverigepartiet était un parti politique nationaliste d'extrême droite suédois formé le 16 novembre 1986 par la fusion de la branche de Stockholm du Parti du Progrès et de l'organisation de campagne Bevara Sverige Svenskt. Il est dissout en 1988. Le chef du parti était Stefan Herrmann (Parti du Progrès) et les chefs adjoints Sven Davidson et Leif Zeilon. Le parti avait un bureau à Södermalm á Stockholm. 
Après un premier succès, le parti était divisé par des contradictions internes : « Ce que la faction [de Stefan] Herrmann a eu le plus de mal à digérer, c'est le sentiment que le Bevara Sverige Svenskt   agissait dans le dos de la direction du parti et entretenait des contacts non sanctionnés par le parti avec des étrangers nazis ». Un groupe plus restreint, autour de la direction du parti, conservé le nom Sverigepartiet tandis que la factionBevara Sverige Svenskt est renommée Sverigedemokraterna en 1999.